# Alan S. Kaufman
Alan S. Kaufman, né le 21 avril 1944 à Brooklyn, est un psychologue et professeur de psychologie américain, connu pour ses travaux sur les tests d'intelligence.

## Biographie
Né à Brooklyn, il vit à Long Island et obtient sa licence à l'université de Pennsylvanie en 1965, puis son master en psychologie de l'éducation à l'université Columbia en 1967. Il soutient sa thèse de doctorat dans cette même université, en 1970, sous la direction de Robert L. Thorndike, en psychométrie.
Il travaille en étroite collaboration avec David Wechsler sur la révision de l'Wechsler Intelligence Scale for Children (WISC) et en supervise la version révisée (WISC-R). Il enseigne à l'université de Géorgie (1974-1979) et l'université de l'Alabama (1984-1995) avant de prendre un poste à l'université Yale. Il est ensuite en poste au Child Study Center de l'école de médecine de Yale, depuis 1997.
Il est l'un des 52 signataires de la tribune intitulée « Mainstream Science on Intelligence », rédigée par Linda Gottfredson et publié le 13 décembre 1994 dans le Wall Street Journal, qui prend position dans les controverses qui suivent la publication de l'ouvrage The Bell Curve.

## Recherches
Il est auteur ou co-auteur de plusieurs tests psychologiques :
- Kaufman Assessment Battery for Children (K-ABC)
- Kaufman Test of Educational Achievement (K-TEA)
- Kaufman Brief Intelligence Test (K-BIT)
- Kaufman Adolescent and Adult Intelligence Test (KAIT)

## Vie privée
Il est l'époux de Nadeen L. Kaufman, psychologue et chercheure en psychologie à l'école de médecine de Yale, avec qui il collabore dans ses recherches.

## Publications
- Essentials of WISC-IV Assessment, avec Dawn P.Flanagan, (2e éd.) Hoboken, Wiley, coll. « Essentials of Psychological Assessment » 2009  (ISBN 978-0-470-18915-3).
- Assessing Adolescent and Adult Intelligence (1re éd.). Boston, Allyn and Bacon, 1990  (ISBN 0-205-12390-2).
- Intelligent Testing with the WISC-III, Wiley Series on Personality Processes, New York, Wiley, 1994   (ISBN 0-471-57845-2).
- IQ Testing 101, New York: Springer Publishing, 2009  (ISBN 978-0-8261-0629-2).
- Assessing Adolescent and Adult Intelligence, avec Elizabeth Lichtenberger, (3e éd.), Hoboken (NJ): Wiley, 2006  (ISBN 978-0-471-73553-3).
- Black-white differences at ages 2 ½ - 8 ½ on the McCarthy scales of children's abilities, avec Nadeen L. Kaufman, Journal of School Psychology, Volume 11, Issue 3, 1973, p.196-206 DOI 10.1016/0022-4405(73)90025-3.
- Batterie pour l’examen psychologique de l’enfant, avec Nadeen L. Kaufman, Paris, ECPA (1re éd., 1983)
  - Manuel d’administration et de cotation
  - Manuel d’interprétation
- K.ABC. Pratique et fondements théoriques, La Pensée sauvage, 1995,  (ISBN 978-2859191016)[2].